# Seven Steps to Heaven
Albums de Miles Davis
Quiet Nights
(1963) Miles Davis in Europe
(1963)
Seven Steps to Heaven est un album de jazz du Miles Davis Quintet sorti en 1963 et réédité en 2013.

## Historique
Après les sessions inachevées et impubliables pour Miles Davis de Quiet Nights en 1962, ce dernier retourne jouer en club. Malheureusement, à cause de problèmes de santé, ces concerts sont souvent ratés, quand Miles n'est pas simplement absent, entraînant des problèmes financiers,. Son groupe d'alors, constitué de Hank Mobley, Wynton Kelly, Paul Chambers et Jimmy Cobb l'abandonne. Le départ de Paul Chambers en particulier est un coup dur : il était le dernier membre du quintet de 1955.
Miles engage alors des musiciens en remplacement pour assurer les concerts : Frank Strozier au saxophone alto, Harold Mabern au piano, suivis de George Coleman et Ron Carter. En mars 1963 s'ajoute le batteur Frank Butler. À l'approche des sessions d'enregistrement à Los Angeles, Miles se débarrasse de Frank Strozier et d'Harold Mabern, lui préférant Victor Feldman, mais ce dernier refuse d'intégrer le groupe et reste en Californie.
De retour à New York, Miles trouve les musiciens qui l'accompagneront pour les six prochaines années : Herbie Hancock et Tony Williams. Ce dernier, seulement âgé de 17 ans à l'époque, avait travaillé avec Jackie McLean ; Hancock avait composé un « hit » avec Watermelon Man, enregistré par Mongo Santamaria. Hancock et Williams, en compagnie de George Coleman et Ron Carter, forment le nouveau Quintet de Miles Davis.

## À propos de l'album
Le groupe formé en avril pour les sessions à Los Angeles avait enregistré de quoi faire un album entier, mais Miles n'était pas satisfait par les tempos rapides. Il les réenregistre avec son nouveau groupe à New York.
George Coleman ne figure pas sur deux des ballades enregistrées à Los Angeles (Baby Won't You Please Come Home (en) et Basin Street Blues).
C'est le dernier album de Miles de standards. L'arrivée de Wayne Shorter en 1964 allait laisser plus de place aux compositions des membres du groupe.
Parmi les morceaux enregistrés à New York figure Joshua, composé par Victor Feldman, qui restera au répertoire du trompettiste jusqu'à la fin des années 1960.

## Titres de l'album
| No | Titre                                                  | Musique                             | Durée |
| -- | ------------------------------------------------------ | ----------------------------------- | ----- |
| 1. | Basin Street Blues (premier quintet)                   | Spencer Williams                    | 10:27 |
| 2. | Seven Steps to Heaven (second quintet)                 | Victor Feldman, Miles Davis         | 6:22  |
| 3. | I Fall in Love Too Easily (premier quintet)            | Jule Styne, Sammy Cahn              | 6:45  |
| 4. | So Near, So Far (second quintet)                       | Tony Crombie, Benny Green           | 6:56  |
| 5. | Baby Won't You Please Come Home (en) (premier quintet) | Charles Warfield, Clarence Williams | 8:25  |
| 6. | Joshua (second quintet)                                | Victor Feldman                      | 6:58  |

## Musiciens
Premier Quintet (#1, #3, #5)
- Miles Davis (trompette)
- Victor Feldman (piano)
- Ron Carter (contrebasse)
- George Coleman (saxophone ténor)
- Frank Butler (batterie)

Second Quintet (#2, #4, #6)
- Miles Davis (trompette)
- Herbie Hancock (piano)
- Ron Carter (contrebasse)
- George Coleman (saxophone ténor)
- Tony Williams (batterie)

### Citation
« ... Je n'ai pas fait passer d'audition à Ron, je l'avais déjà entendu, mais il a répété avec nous. J'avais aussi entendu Tony Williams, un batteur de 17 ans qui travaillait avec Jackie McLean, et qui jouait si bien qu'il avait failli me faire disjoncter. Tony allait être un des plus fabuleux  musiciens qui se soient approchés d'une batterie. Tony était mon élu, et Frank Butler, de LA, n'a fait qu'un intérim jusqu'à son arrivée. On a joué à LA où je voulais enregistrer de la musique. Victor Feldman assurait comme un dingue. Pour la séance on a utilisé deux de ses thèmes : le titre qui a donné son nom au disque et Joshua. Je voulais qu'il entre dans l'orchestre, mais il gagnait une fortune dans les studios de LA et aurait perdu de l'argent en venant avec moi. Je suis revenu à New-York en cherchant un pianiste. Et j'ai trouvé Herbie Hancock. »

— Miles, l'autobiographie, Miles Davis avec Quincy Troupe. Presses de la Renaissance. 1989.